# Mariënburg ('s-Hertogenbosch)
Mariënburg is een voormalig klooster in het centrum van de Noord-Brabantse stad 's-Hertogenbosch. In 1488 werd reeds de bouw van de kapel gerealiseerd. De basis voor het klooster werd gelegd in 1897, waarna de bouw werd afgerond in 1899 en het bouwwerk in gebruik werd genomen. De architect was J.H. van Groenendael. In 1928 vond een verbouwing van het klooster plaats onder leiding van architect Charles Estourgie. Sinds 2001 is het complex een rijksmonument.

## Zusters van JMJ
De Mariënburg (Burcht van Maria) was in de Middeleeuwen een kloostercomplex van zusters Franciscanessen. In 1566 heeft het complex zwaar te lijden gehad door de beeldenstorm. Na het beleg van 1629 toen het Katholieke geloof niet meer in het openbaar beleden mocht worden vertrekken de meeste zusters, waarna de gemeenschap langzaam uitsterft. Het terrein is daarna in gebruik voor militaire doeleinden.
In 1870  komt het voormalige kloostercomplex in beeld voor de  Zusters van JMJ. Deze congregatie was gestart in 1822 in Amersfoort. In 1840 vestigen zij zich in Engelen, en in 1870 verhuizen ze naar de Sint Janssingel om er het moederhuis van de congregatie te bouwen. Uit respect behouden zij de naam Mariënburg. De Zusters van JMJ leggen zich toe op onderwijs, Er verrijzen dan ook schoolgebouwen bij het klooster. Een kweekschool en een LHNO worden door hen opgericht. De schoolgebouwen in gebruik tot 1994 worden in 2003 deels gesloopt, of tot appartement verbouwd. Het hoofdgebouw bleef bewoond tot 2016.

## Bouwperiode
Het complex Mariënburg heeft gedurende het bestaan een aantal verbouwingen gekend. De verbouwingen vonden plaats in zowel het klooster als de kapel. De verbouwingen in 2016 zijn ten behoeve van het huisvesten van JADS, de Jheronimus Academy of Data Science.
| Van  | Tot  | Werkzaamheid  | Toelichting                     |
| ---- | ---- | ------------- | ------------------------------- |
| 1488 | 1488 | Vervaardiging | Bouw kapel                      |
| 1897 | 1899 | Vervaardiging | Bouw klooster                   |
| 1928 | 1928 | Verbouwing    | Verbouwing klooster             |
| 1929 | 1929 | Verbouwing    | Verbouwing kapel                |
| 1979 | 1979 | Verbouwing    | Verbouwing klooster             |
| 2016 | 2016 | Verbouwing    | Verbouwing bouwdeel Manresa     |
| 2016 | 2017 | Verbouwing    | Verbouwing Hoofd- en Haakgebouw |

## Waardering Rijksmonument
Sinds 2001 is het Mariënburgcomplex een Rijksmonument (registratienummer: 522423).

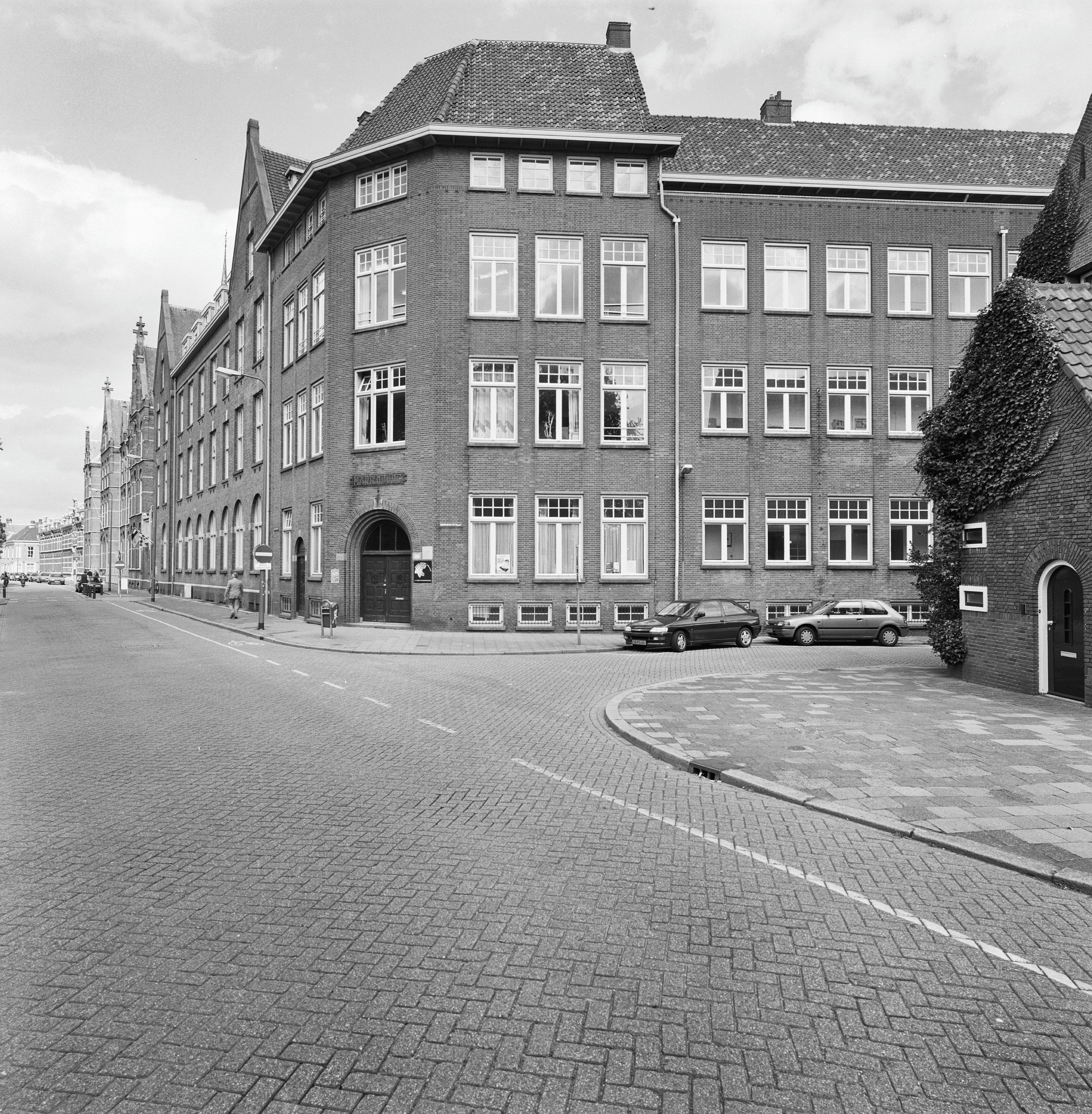
Schoolgebouw behorend bij klooster.
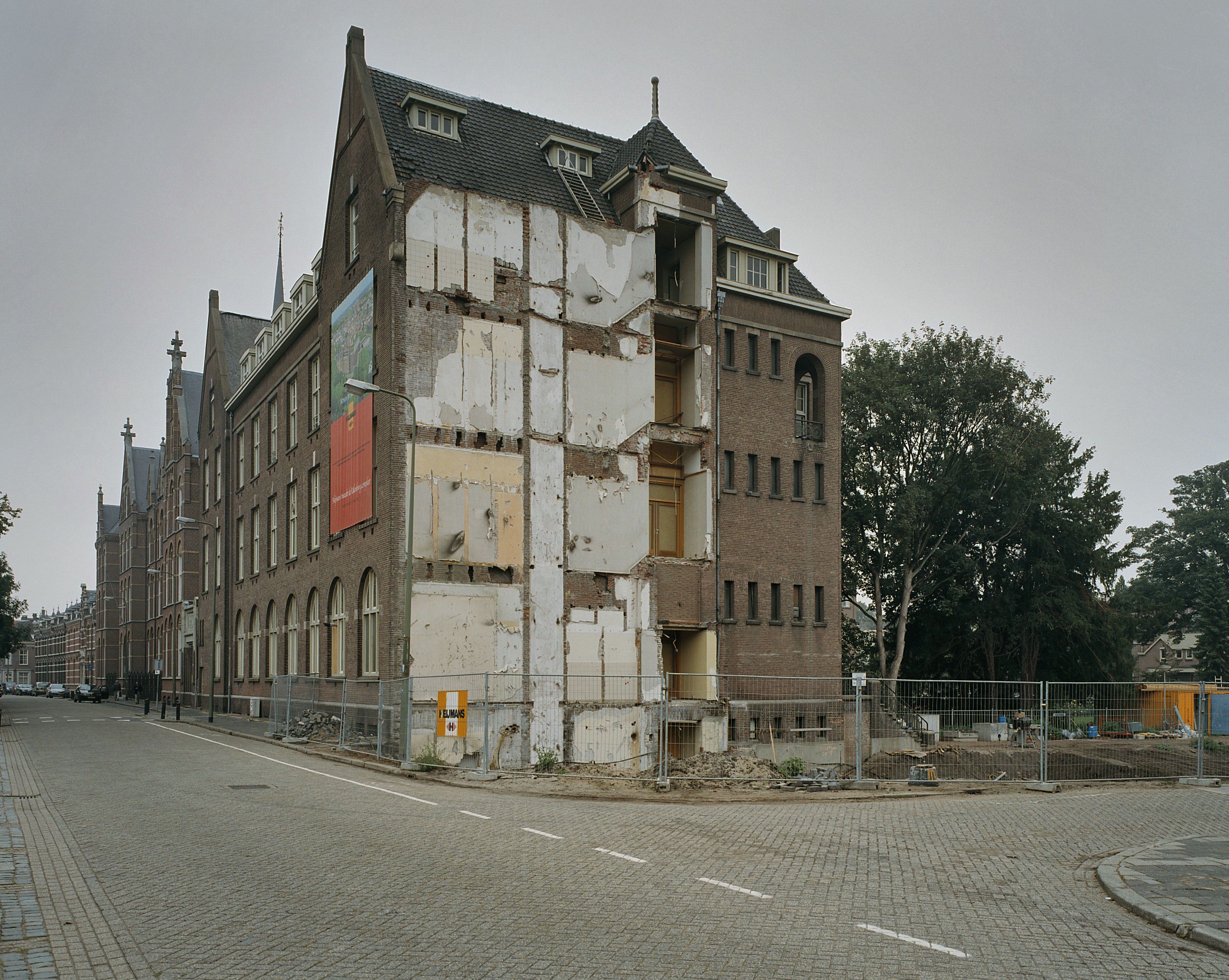
Na sloop 2003.
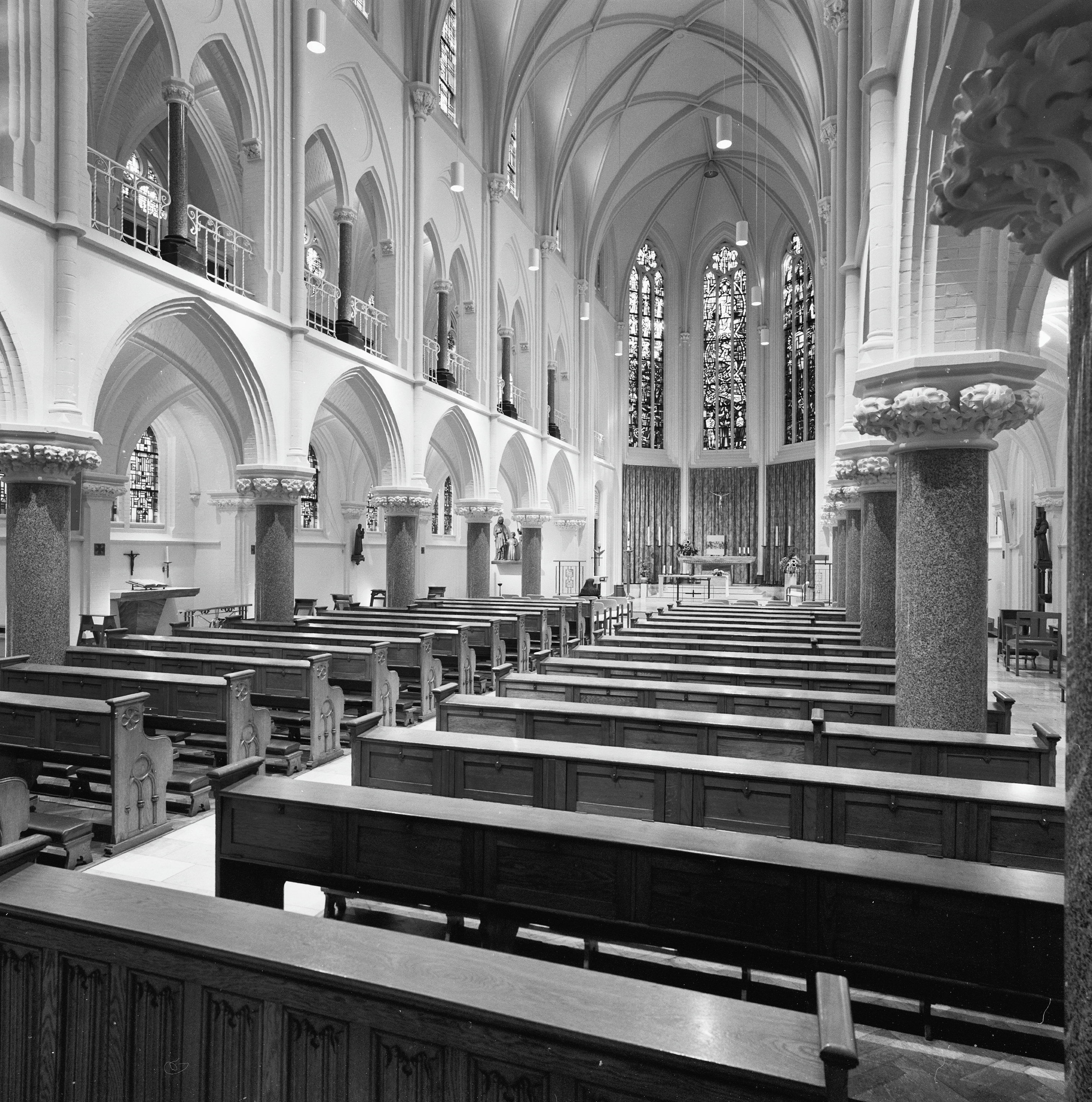
Interieur kapel.
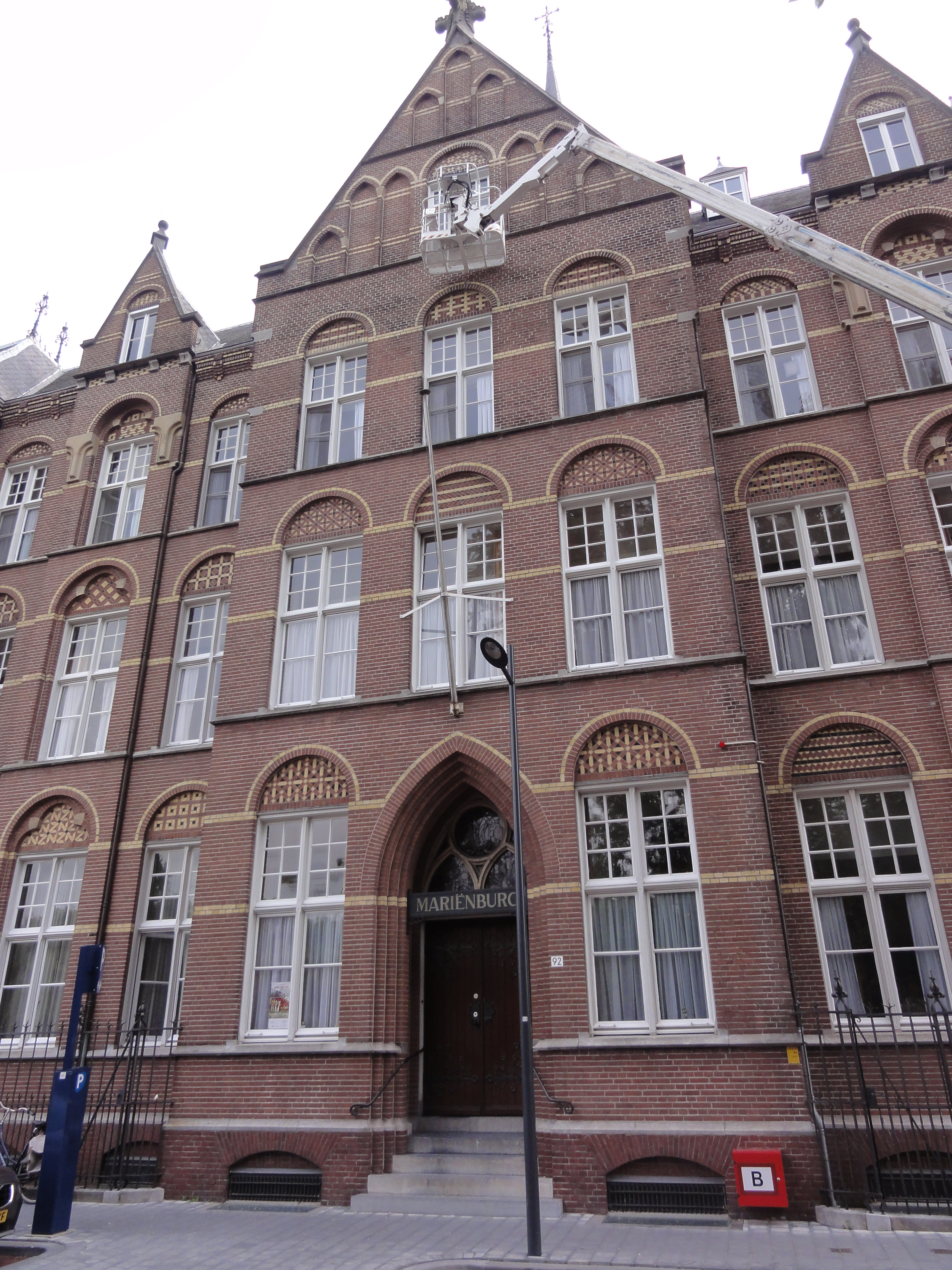
Hoofdingang.

## Link
- Informatie over rijksmonumentnummer 522423
- jads.nl
- Geschiedenis van het klooster op Brabantserfgoed.nl